# John Gemberling
John Gemberling, född 1 februari 1981 i New York, är en amerikansk skådespelare.
Gemberling har bland annat medverkat i TV-serierna Broad City (2014–2019), DuckTales (2018–2021) och Human Resources (2022–2023).

## Filmografi (i urval)
- 2014–2019 – Broad City (TV-serie)
- 2018–2021 – Ducktales (TV-serie)
- 2021 – Teenage Euthanasia (TV-serie)
- 2022–2023 – Human Resources (TV-serie)
- 2023 – The Afterparty (TV-serie)